# Julio Espadafor
Julio Espadafor Luzón (Granada, 1945 – Granada, 8 de agosto de 1986) fue un pintor y grabador español, profesor de grabado de la Escuela de Artes y Oficios de Granada.

## Trayectoria

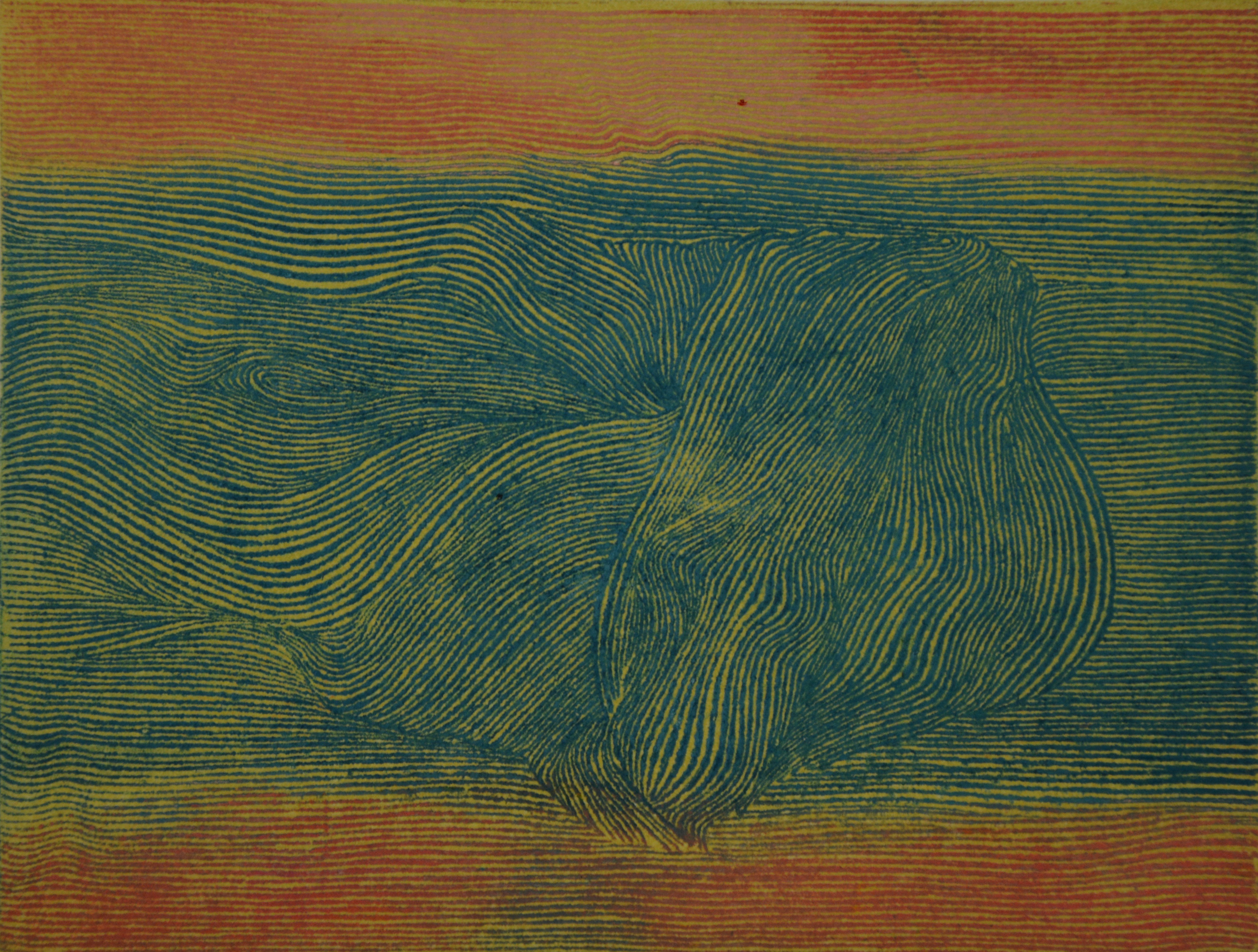
Cuadro 3

Demostrando desde muy pequeño una gran inclinación por el arte de la pintura y el dibujo. A temprana edad emprende estudios en la Escuela de Artes y Oficios de Granada, siendo discípulo de Don Gabriel Morcillo y Don Rafael Revelles. Posteriormente comienza estudios en la Escuela Superior de Bellas Artes de Santa Isabel de Hungría de Sevilla.En 1964 ingresa en  École nationale supérieure des beaux-arts, hasta 1967.  Al tomar contacto con la vanguardia del arte europeo, decide iniciar la investigación de nuevas forma de expresión artística plástica. En 1971 entra a formar parte del taller de grabado de la Fundación Rodríguez-Acosta de Granada iniciando en este año su trayectoria  como grabador, recibiendo en 1978 el premio Alonso Cano, de Grabado, de la Universidad de Granada.
En 1975 empieza a manifestar su interés por el diseño gráfico y la ilustración, realizando numerosos carteles y diseño de revistas como, el despeñaperros andaluz, dirigida por Juan de Loxa y el fanzine La Visión, en torno al cual se agruparon las vanguardias del momento. En el campo de la ilustración, encontramos aguas-fuertes y dibujos para libros dentro de la colección monográfica de poesía, de la Universidad de Granada o las colaboraciones con Elena Martín Vivaldi, como nocturnos, los árboles presentó, noche-estrellada, los  amarillos y otros.
Durante los años 80, trabaja incansablemente, alternando su labor de creación plástica con la enseñanza del grabado. Viaja por Italia, Francia y Alemania y  Nueva York tomando contacto con las últimas vanguardias.

## Obra
Sus primeros pasos fueron la pintura al óleo academicista, evolucionando hacia un estilo menos figurativo con técnicas muy diferentes como la cera, pastel y fundamentalmente el grabado calcográfico, alcanzando un gran dominio en esta última técnica, destacando los aguafuertes en color, gracias al cual consigue irisaciones y moarés que estampaba en el tórculo que fuera de Hermenegildo Lanz por cuya memoria luchó en compañía de José Miguel Castillo Higueras en 1978.
julioespadafor.com

## Premios
Premios más importantes 
| Año  | Descripción                                                            | Premio                              |
| ---- | ---------------------------------------------------------------------- | ----------------------------------- |
| 1962 | Exposición de artistas noveles /liceo artístico y literario de Granada | 1º Premio                           |
| 1963 | Certamen juvenil / Instituto de cultura hispánica, Granada             | 1º Premio                           |
| 1964 | Exposición provincial de arte/ Centro Artístico Granada                | 1º Premio                           |
| 1964 | VII certamen nacional de pintura Madrid                                | 1º premio Nacional y medalla de oro |
| 1978 | Premio Alonso Cano de grabado de la Universidad de Granada             |                                     |

## Exposiciones más destacadas
- Casa de la Cultura de Málaga
- Galería Imagen múltiple, Sevilla
- Galería Balos, Tenerife
- Colegio Oficial de Arquitectos de Granada
- Galería performance, Almuñécar
- Homenaje a Rafael Alberti, Galería de exposiciones del banco de Granada
- Jornadas de Granada, UNESCO París
- 5 Grabadores. Die Werkstatt, Detmoed, Alemania
- 4 Grabadores. Centro cultural, Argelia